# Cosa (dret)
El terme cosa, en el Dret privat, es refereix a fi de la relació jurídica, que pot ser un bé, un dret o fins i tot una obligació, en la qual a més intervindran persones, sent aquestes els subjectes de tal relació. Sobre les coses recauen els distints drets reals (com, per exemple, la propietat) sobre els quals són titulars les persones. A més, la cosa pot ser objecte de possessió, sent aquest un fet fàctic de gran importància jurídica.

## Classificació

### Segons la seua mobilitat
Mobles: Si es pot traslladar o moure d'alguna forma. Per exemple un televisor, una porta. Les coses mobles que es traslladen per si mateixes es diuen semovents (el bestiar).
Immobles: Que no es poden moure. Per exemple una casa, un terreny, un departament.

### Segons la seua naturalesa física
Corporals:Les quals tenen una existència física, són apreciables pels sentits. Exemple: taula, esclau, cadira.
Incorporals: Les quals solament tenen una existència intel·lectual. Exemple: usdefruit, dret mitjançant de crèdit

### Segons la seua independència
Principals: Que poden ser per si mateixes, per exemple una guitarra criolla.
Accessòries: Que solament cobren sentit acompanyat d'una cosa principal, com un control remot, o les cordes d'una guitarra.

### Segons la seua utilització
Consumibles: Que deixen d'existir amb un primer ús, o que desapareixen del patrimoni després d'utilitzar-les. Com els diners o les begudes.
No consumibles: Que resisteixen un ús perllongat. Per exemple un acte, un ascensor, un immoble

### Segons la seua divisibilitat
Divisibles: Que àdhuc separant-se en parts segueix mantenint el seu valor econòmic. Per exemple una sitja de grans.
Indivisibles: Que perden el seu valor si és que es divideixen. Per exemple un teclat.

### Segons la seua comerciabilitat
Comerciables: Constitueixen les coses susceptibles d'apropiació particular que per tant formen o poden formar part del patrimoni d'un particular, són denominades "Cap de bestiar Privatas".
No comerciables: són aquelles que per disposició de la llei no poden ser objecte de relacions jurídiques privades, per tant no poden ser alienades, traspassades o cedides. No són susceptibles d'apropiació particular.

### Segons entitat requerida en el tràfic
Fungibles: Són aquelles coses que poden ser substituïdes entre si, doncs estan definides solament en funció del gènere al com pertanyen. Per als romans les coses fungibles són determinades pel seu pes, nombre, o mesura, i d'allí prové la seua denominació "*in genere", com per exemple: el blat, el vi, els diners, etc. Són substituïbles i poden ser canviades entre si.
No fungibles: Es caracteritzen per la impossibilitat de ser substituïdes, ja que es determinen per les seues qualitats intrínseques a la seua essència mateixa. No són substituïbles. Ex.: Un cavall pura sang de l'estable nº 5 de la Hisenda de Juan Pérez, no puc ser substituït ni canviat.

### Segons la seua apropiabilitat
Apropiables: Que poden estar a nom d'una persona. Per exemple una gelateria.
Inapropiables: Que són comunes per a tota la humanitat. Per exemple l'aire, l'oceà.

### Segons la seua existència
Presents: que existeixen en el moment de ser tingudes en compte. Per exemple, una finca.
Futures: aquelles que no existeixen en l'actualitat però poden arribar a existir segons el curs normal dels esdeveniments. Per exemple, la collita de l'any que ve.